# Koppsten

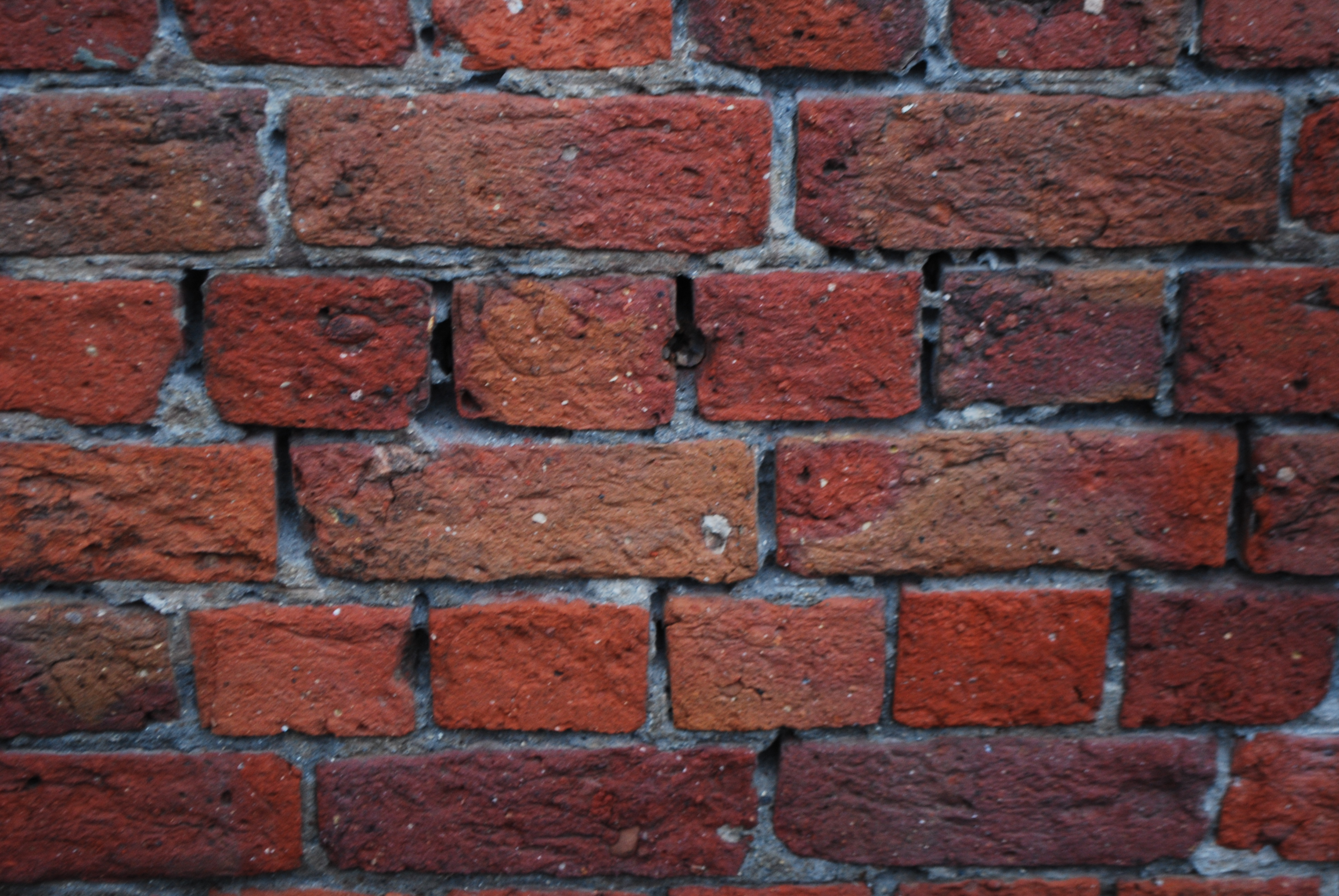
Vägg murad med skift av omväxlande kopp- och löpstenar, så kallat blockförband.

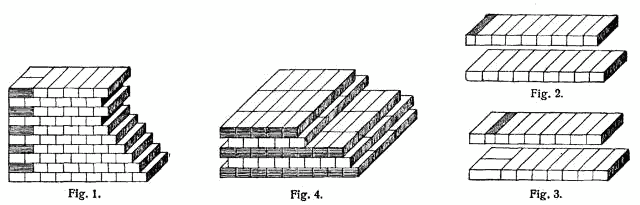
Koppförband

Koppsten är en sten (vanligen av tegel) som är lagd tvärs mot murlivet i ett förband, d.v.s. med ena kortsidan (även kallad koppsidan) utåt och med en kvartsstens förskjutning. Andra namn är koppförband, koppskift, koppare, bindare, bindsten. Om ett helt skift muras uteslutande av koppstenar kallas detta för ett koppskift. Koppskift förekommer till exempel i förbandstyperna kryssförband, blockförband, holländskt förband och amerikanskt förband. Ett förband endast bestående av skift av koppstenar kallas koppförband. Förbandet används där en stram arkitektur önskas och kan med fördel användas för murning av runda former. Det ska dock inte förväxlas med en vägg av förbländertegel, som endast är ett fasadtegel.

## Fotnoter och källor
1. ↑  Tegel, s. 61.

- Lindgren, Jack; Moeschlin Jan (1985). Tegel: tillverkning, konstruktion, gestaltning. Stockholm: Svensk byggtjänst. Libris 7635739. ISBN 91-7332-293-8